# Буллит (фильм)
«Буллит» (англ. Bullitt) — американский кинофильм 1968 года в жанре полицейского триллера. Фильм снят на киностудии Warner Bros. режиссёром Питером Йетсом по сценарию Алана Трастмана и Гарри Клейнера. Экранизация романа Роберта Л. Пайка «Немой свидетель» (Mute Witness, 1963).
Автор музыки к фильму, представляющей собой запоминающуюся смесь джаза, брасс-рока и перкуссии — композитор Лало Шифрин.
Самый знаменитый эпизод фильма — автомобильная погоня по улицам Сан-Франциско. Это одна из первых подобных сцен, снятых с таким размахом, и одна из самых влиятельных в мировом кинематографе. В этой сцене главный герой Фрэнк Буллит на тёмно-зелёном форде «Мустанг» GT390 преследует двоих наёмных убийц, скрывающихся на «Додж Чарджере» R/T.

## Сюжет
Известный в Калифорнии политик, глава комитета по борьбе с организованной преступностью в Сан-Франциско, сенатор Уолтер Чалмерс (Роберт Вон) получил шанс продвинуться по карьерной лестнице. В его руках оказался важный свидетель, который готов дать показания на боссов крупного преступного синдиката. Свидетеля зовут Джон Росс, он работал вместе со своим братом Питом Россом (Вик Тэйбэк), чикагским гангстером. Слушанья должны состояться в понедельник, история начинается в пятницу вечером, за два дня до заседания суда.
По ходу сюжета выясняется, что Росс украл два миллиона долларов у мафии и хочет скрыться с этими деньгами. За ним ведут охоту двое наёмных убийц. Чалмерс помещает Джонни Росса (Феличе Орланди) в безопасное место и приставляет к нему охрану из числа полицейских местного отделения. Ответственным за безопасность свидетеля назначен лейтенант Фрэнк Буллит (Стив Маккуин).
Буллит с двумя подчинёнными — сержантом Делгетти (Дон Гордон) и инспектором Карлом Стэнтоном (Карл Рейндел) по очереди охраняют Росса в номере отеля «Дениэлс», дешёвой гостиницы возле шоссе Эмбаркадеро, соблюдая конспирацию. По пути в гостиницу, Росс делает несколько телефонных звонков. В субботу вечером, когда на смене был Стентон, в номер звонит коридорный и говорит, что приехал Чалмерс и хочет пройти в номер. Стентон просит подождать и звонит домой Буллиту, чтобы получить указания. Буллит чувствует неладное и дает распоряжение никого не впускать к охраняемому. В этот момент Росс подходит к двери и зачем-то снимает цепочку. Двое наёмников — пожилой, седой Майк и водитель Фил (последнего играет автогонщик Бил Хикмэн) врываются в комнату, Майк расстреливает полицейского Стэнтона и Росса из дробовика, после чего убийцы скрываются. Стэнтон ранен в бедро, а Россу дробь попала в левое плечо и в лицо. До приезда полиции и «скорой» оба потеряли много крови, но остались живы.
Стэнтон и Росс в госпитале. Для Буллита теперь вопрос чести распутать это дело и поймать тех, кто стрелял в его клиента и сослуживца, а при возможности и поквитаться с мафией. Чалмерс взбешён и обвиняет Буллита в некомпетентности, возлагая на него вину за случившееся. Чалмерс грозится разрушить карьеру лейтенанта, в случае, если свидетель умрёт. Он даёт понять, что его не волнует ничего, кроме возможного срыва слушаний, которые должны принести ему политические дивиденды: ни состояние раненого полицейского, ни даже пара убийц, разгуливающих на свободе. Чалмерс заранее открещивается от всей этой неприглядной и невыгодной для него истории, найдя «козлов отпущения» в полицейском управлении города.
Жизни Стэнтона больше ничто не угрожает, состояние же свидетеля значительно более серьёзно. Врачи оценивают его шансы как «пятьдесят на пятьдесят». Вскоре один из убийц, Майк проникает в больницу, чтобы прикончить Росса, но благодаря бдительности персонала, об этом узнаёт Буллит и преследует его по больничным коридорам и подсобным помещениям. Всё же опытному Майку удаётся уйти от Буллита и скрыться. Однако худшее произошло — вернувшись после безуспешной погони за Майком в больничное отделение, Буллит узнаёт, что Росс умер от ран.
Фрэнк решает выиграть время, скрыв смерть Росса от Чалмерса и журналистов. Он просит доктора Уилларда «потерять» карту больного свидетеля, а сам в это время тайно, под именем Джона Доу, перевозит тело Росса в морг.
В воскресенье утром Чалмерс приходит в госпиталь и обнаруживает пропажу свидетеля. Расспросы докторов и персонала ничего не дают: карты нет, все как будто сговорились. Чалмерс в бешенстве, но ничего не может сделать и приходит к выводу, что Буллит похитил свидетеля, чтобы вести какую-то свою игру. Тут неожиданно звонит Буллит и говорит, что всё под контролем и Росс в безопасном месте, после чего бросает трубку. Чалмерс требует от капитана Бейкера (Норман Фелл) отстранить Буллита от этого задания. Также он предпринимает попытку оказать давление на капитана Беннетта (Саймон Окланд) с целью узнать, где находится Росс. Но Беннет встаёт на сторону Буллита и не поддаётся, ни на угрозы, ни на посулы Чалмерса.
В это время Буллит, имея на руках описание преступников, полученное от портье гостиницы, решает провести следственный эксперимент, проехав по городу тем же маршрутом, что и погибший Росс. К счастью, Фрэнку удаётся найти таксиста (Роберт Дюваль), подвозившего Росса до гостиницы накануне. Таксист в подробностях запомнил вчерашний путь Росса, включая остановки у телефонов-автоматов. Так Буллиту удаётся выйти на подружку Росса Дороти Симмонс, которой он звонил незадолго до своей смерти в отель Сан-Матео. Буллит начинает подозревать, что погибший, которого он охранял, был не тем, за кого себя выдавал. Тут он замечает подозрительный Dodge Charger, в котором сидят двое типов, явно попадающие под описание киллеров.
Убийцы надеялись проследить за Буллитом и узнать, куда он спрятал Росса — но оказавшись обнаруженными, сами вынуждены скрываться. Фил пристёгивается ремнём безопасности и, выбрав удобный момент, даёт полный газ. Автомобиль с рёвом срывается с места и скрывается за поворотом — но Буллит почти сразу же бросается в погоню за бандитами. Начавшись в городе на побережье и приведя к нескольким небольшим происшествиям на загруженных дорогах Сан-Франциско, преследование продолжается в пригороде. Майк выхватывает «винчестер» 1897 и трижды стреляет в настигающего их Буллита — но два выстрела мимо, третий же лишь разбивает лобовое стекло «Мустанга». В ответ Фрэнк сталкивает «Додж» с дороги, и тот врезается в автозаправочную станцию, в результате взрыва которой киллеры погибают.
Вернувшись в полицейский участок, Буллитт получает разнос от Бейкера и Беннета, но теперь у него есть дополнительное время до утра понедельника, чтобы разобраться в этом деле, начальство пообещало его прикрыть от посягательств Чалмерса. Фрэнк решает начать с Дороти Симмонс, подружки Джонни Росса. Он просит свою девушку Кэти (Жаклин Биссет) отвезти его к отелю. Они находят Дороти мёртвой в комнате отеля, с перерезанным горлом. Кэти в ужасе, она понимает, что до этого момента никогда не задумывалась, какой жизнью приходится жить Буллиту, чем заниматься. Она говорит, что невозможно жить среди всего этого и не очерстветь душой, и что она не сможет быть с таким человеком: «Ты живёшь на помойке, Фрэнк!».
Буллит и Делгетти осматривают вещи убитой. Вся одежда и туалетные принадлежности новые, на вещах даже остались бирки. Оказывается, убитую звали Дороти Реник (Брэнди Кэролл), в её вещах обнаружен билет на самолёт в Италию, в Рим. Второй билет для её мужа, о котором известны только его инициалы АР. Дальнейшее расследование показывает, что существует какой-то загадочный человек по имени Альберт Е. Реник. Буллит даёт распоряжение Делгетти связаться с Чикаго и запросить паспортные данные этого человека. Сам же Фрэнк отправляется в морг, узнать результаты вскрытия и снять отпечатки пальцев с трупа.
Когда Фрэнк осматривает тело Росса, появляется Чалмерс и видит труп «своего» свидетеля. Буллит возвращается в отделение, ответ из Чикаго должен прийти с минуты на минуту. Снова появляется Чалмерс и требует от Буллита подписать протокол о том, что Росс погиб, находясь под его защитой. Буллит дожидается факса из Чикаго и показывает Чалмерсу копию паспорта Реника. С удивлением, Чалмерс узнает на фотографии Джона Росса. Всё становится на свои места. «Ты прислал нам не того человека», — говорит Фрэнк. Убитый не был Джоном Россом, это был муж Дороти, Альберт Реник, продавец подержанных машин из Чикаго без преступного прошлого. Наивный торговец не смог отказаться от предложения настоящего Джона Росса подменить его за вознаграждение. Сам же Росс под именем Реника и с его документами собирается бежать из Сан-Франциско. Узнав о смерти настоящего Реника, Росс убил и его жену, чтобы его тайна не была раскрыта.
Буллит должен остановить Росса во что бы то ни стало, не дать ему покинуть город. Очевидно, что он собирается лететь в Рим, так как билеты заказаны заранее. В аэропорту Фрэнк в очередной раз сталкивается с Чалмерсом, который намекает ему, что свидетель очень важен и должен быть доставлен живым, от этого зависит не только его карьера как политика, но и карьера Фрэнка в полиции. Буллит рекомендует ему убираться. Посадка на рейс уже закончилась, а Буллит так и не смог выследить Росса. К счастью, на терминале ему сказали, что Росс в самолёте. Фрэнк требует задержать вылет. Пассажирам объявляют, что вылет откладывается и просят покинуть самолёт. Росс (Пэт Ренелла) понимает, что задержка не случайна, скорее всего ищут его. Увидев Фрэнка, внимательно изучающего покидающих самолёт пассажиров, Росс пытается бежать. Он бежит ночью по взлётной полосе, Фрэнк преследует его среди отправляющихся и прибывающих самолётов. Росс отстреливается, но безуспешно. Наконец, Фрэнк настигает его у здания терминала, но Росс забегает внутрь и стремится затеряться в толпе. Буллит замечает его. На подходе Делгетти и вооружённый охранник, Буллиту удаётся загнать Росса в угол. Путь бандиту преграждает стеклянная дверь, за которой стоит охранник. Недолго думая, Росс стреляет в охранника сквозь дверь, но тот падает и преграждает ему путь, к тому же срабатывает система блокировки. Росс в ловушке. Он поворачивается к Буллиту, и Фрэнк стреляет в него несколько раз.
Буллит возвращается домой и находит в комнате спящую Кэти. Он идёт в ванную, моет руки и задумчиво смотрит в зеркало, возможно, стараясь разглядеть там своё будущее.

## В ролях
- Стив Маккуин — лейтенант Буллит
- Роберт Вон — Чалмерс
- Дон Гордон — Дельгетти
- Жаклин Биссет — Кэти
- Саймон Окленд — капитан Беннет
- Норман Фелл — Бейкер
- Роберт Дюваль — таксист Вайсберг
- Фелис Орланди — Реник
- Пэт Ренелла — Джон Росс
- Билл Хикмэн — киллер Фил, водитель чёрного «Доджа»
- Пол Гендж — киллер Майк

## Награды и номинации
Фильм получил премию «Оскар» за лучший монтаж (Фрэнк Келлер) и номинировался на статуэтку за лучшее звуковое сопровождение. Авторы сценария получили Премию Эдгара Аллана По (1969) год за лучший киносценарий. Также лента была номинирована на пять премий BAFTA: лучшая режиссура (Питер Йейтс), лучшая операторская работа (Питер Фрейкер), лучший монтаж (Фрэнк Келлер), лучший актёр второго плана (Роберт Вон) и лучший саундтрек (Эд Шейд).
В 2007 году фильм был включен Библиотекой Конгресса в Национальный реестр фильмов, как важный в культурном, историческом и эстетическом отношении.

## Значение фильма в истории кинематографа
Считается, что фильм оказал большое влияние на развитие жанра полицейского триллера. Образ офицера полиции — бунтаря, подчас пренебрегающего инструкциями, а иногда и преступающего закон для достижения главной цели, обезвреживания преступника — стал популярен именно после выхода на экраны фильма «Буллит». Такие важные для жанра картины, с «крутыми копами» в качестве протагонистов, как «Грязный Гарри» или «Французский связной» вышли уже позже, в начале 1970-х годов. Идея посадить молодого красавца-полицейского на спортивный автомобиль также получила развитие: например, в телесериалах «Старски и Хатч» и «Полиция Майами».
В фильме очень много сцен, происходящих на побережье Сан-Франциско, включая сцену погони. Однако всемирно известный мост Золотые Ворота так и не стал частью съёмочной площадки, так как городская комиссия не разрешила снимать фильм в этом районе. Мост виден вдали в некоторых кадрах сцены погони.
В книге «Киноспекуляции» Квентин Тарантино посвятил ленте целую главу и заявил, что «с точки зрения чистого кино это один из лучших фильмов в мире».

## Погоня
Знаменитая сцена погони из фильма «Буллит» была признана лучшей в истории кино по результатам опроса 5500 респондентов в Великобритании.
В съёмках были задействованы два автомобиля 390 GT V8 Ford Mustang и два V8 Dodge Charger. Обе модели 1968 года выпуска. «Мустанги» были предоставлены для съёмок компанией Ford по соглашению с Warner Brothers. Их двигатели, подвеска и тормозная система были радикально модифицированы Максом Балчовски, гонщиком-ветераном, а кузова были доработаны под вкус самого МакКуина — в частности, он распорядился убрать с них все надписи и эмблемы, а также самостоятельно выбирал рулевое колесо. «Доджи» были закуплены непосредственно в Glendale Dodge в городе Глендейл (Калифорния). Двигатели почти не подверглись модификации, подвеска была улучшена до соответствия требованиям гонок, а кузова были перекрашены в чёрный (изначально «Чарджеры» были куплены жёлтого и синего цветов — это видно в конце погони, где в некоторых кадрах на побитой машине под чёрной краской проглядывает синяя).
После завершения съёмок один из «Мустангов» был отправлен в утиль по взаимной договорённости сторон. Уцелевший после ремонта экземпляр был выкуплен Warner Brothers. В дальнейшем машина сменила нескольких владельцев, МакКуин также хотел её купить, но не смог. В 2020 году владелец выставил этот Мустанг на аукцион Mecum и он был продан за 3,7 миллиона долларов. В 2017 году якобы отправленный в утиль автомобиль был найден в Мехико. Существуют сведения, что после съёмок уцелел и один из «Чарджеров».

## Влияние на массовую культуру
- Фильм был снят в 1968 году. В том же году автомобиль Ford GT40 занимает первое место в знаменитой гонке 24 часа Ле-Мана. И в игре Grand Theft Auto: San Andreas автомобиль, прообразом которого стал Ford GT, называется Bullet.
- В игре Driver: San Francisco в режиме «кинопогонь» была воссоздана погоня МакКуина за наёмными убийцами, единственное, что не совпадает, так это маршрут (свободный) и автомобиль убийц, в игре используется чёрный «додж» 1969 года, когда в фильме — 1968 года, который отличается решёткой радиатора и задними фонарями[16].
- В тринадцатом эпизоде сериала «Алькатрас» воспроизводится копия погони по улицам Сан-Франциско на современных Ford Mustang (модель 2013 года) и Dodge Charger (поколение 2005—2010 годов), но с другим финалом.
- В восьмой серии шестого сезона мультипликационного сериала «Арчер» показана схожая погоня (тёмно-зелёный «Форд Мустанг» и чёрный «Додж Чарджер»).
- В 2022 году Стивен Спилберг начал работу над ремейком «Буллита», в котором главную роль играет Брэдли Купер.
- В сборнике эссе Квентина Тарантино «Киноспекуляции» фильму «Буллит» посвящена отдельная глава, а фото со съёмок Стива Маккуина размещено на обложке книги.